# Tarentumi Arisztonikosz
Tarentumi Arisztonikosz (?) görög író
Neve alatt több, leginkább történeti tárgyú töredék is fennmaradt, ezek egyike Tarentumi származásúnak mondja. Egyes kutatók véleménye szerint fiktív névről van szó, tehát a ránk maradt szövegrészletek egy ismeretlen szerző munkái, sőt az sem kizárt, hogy kora középkori hamisítványok.